# کارن یکم
کارن پسر شهریار یا کارن اول باوندی هشتمین اسپهبد دودمان باوندیان طبرستان در شاخهٔ کیوسیان بود. در ابتدا برادرش، شاپور، وارث مقام اسپهبدی شد ولی مازیار، از خاندان کارنوندیان، به کمک مأمون عباسی او را کشت و قلمرو باوندیان را غصب کرد. در این دوره قارن خواهان بازستانی قلمروش بود ولی توانایی این کار را نداشت و تنها نامه‌نگاری‌هایی با درگاه خلافت را غنیمت می‌شمرد.
پس از شورش مازیار علیه دستگاه خلافت، قارن با سپاهیانی که برای سرکوب مازیار اعزام شدند پیمان بست و با نابودی دودمان کارنوندیان بر کوهستان‌های طبرستان مسلط شد و با کمک اعمال خلیفه بازمانده‌های مازیار را تصرف کرد و با گرایش به درگاه عباسی و اعلام مسلمانی از معتصم خلعت حکومتی دریافت کرد و شرق مازندران توسط طاهریان به او سپرده شد.
پس از مدتی حسن بن زید (داعی کبیر) در غرب طبرستان علویان طبرستان را بنیان نهاد و تهدیدی برای قارن شد. قارن ابتدا از در صلح برآمد ولی در نبرد میان سلیمان بن عبدالله طاهری با علویان در جبههٔ طاهریان قرار گرفت. پس از شکست این جبهه، پادوسپانیان، که حامی علویان بودند، کوهستان قارن را به آتش کشیدند و قارن به واسطهٔ مصمغان بار دیگر خواهان صلح با علویان شد و فرزندانش را به عنوان گروگان فرستاد. مدتی بعد در ۲۵۳ قمری (۸۶۷ میلادی) با مصمغان و محمد بن نوح متحد شد و علیه علویان شورید تا ساری را فتح کند ولی بار دیگر از داعی شکست خورد و به هزارگری پناه برد ولی داعی کبیر او را تعقیب و پناهگاهش را به آتش کشید. او باز هم گریخت و در قومس متواری شده و همان‌جا درگذشت.